# Ageleradix schwendingeri
Ageleradix schwendingeri là một loài nhện trong họ Agelenidae.
Loài này thuộc chi Ageleradix. Ageleradix schwendingeri được Zhang, Li & Yajun Xu miêu tả năm 2008.